# Waiting All Night
„Waiting All Night“ je skladba anglické drum and bassové skupiny Rudimental, na které vokálně spolupracovala zpěvačka Ella Eyre. Skladba byla vydána ve Spojeném království dne 14. dubna 2013 jako čtvrtý singl z alba Home (2013). Video ke skladbě bylo točeno v Austrálii a Belgii.

## Hudební video
Hudební video ke skladbě bylo uvedeno na portálu YouTube dne 4. dubna 2013 s celkovou délkou 5 minut a 14 sekund. Video je inspirováno skutečným příběhem jezdce BMX a herce Kurta Yaegera, kterému amputovali nohu po nehodě v roce 2006. Všechny postavy ve videu jsou skuteční jezdci BMX a taktéž Kurtovi přátelé.

## Seznam skladeb
| Digital download | Digital download                                             | Digital download |
| Pořadí           | Název                                                        | Délka            |
| ---------------- | ------------------------------------------------------------ | ---------------- |
| 1.               | Waiting All Night (featuring Ella Eyre)                      | 4:52             |
| 2.               | Baby (featuring MNEK & Sinead Harnett)                       | 4:00             |
| 3.               | Right Here (featuring Foxes) (Andy C Remix)                  | 4:31             |
| 4.               | Hell Could Freeze (featuring Angel Haze) (Skream Remix)      | 6:31             |
| 5.               | Waiting All Night (featuring Ella Eyre) (Kidnap Kid Remix)   | 4:28             |
| 6.               | Waiting All Night (featuring Ella Eyre) (Clean Bandit Remix) | 3:57             |
| 7.               | Waiting All Night (featuring Ella Eyre) (Lee Foss Remix)     | 5:04             |